# Lijst van schepen van de United States Navy (O)
Deze lijst geeft een overzicht van schepen die ooit in dienst zijn geweest bij de United States Navy waarvan de naam begint met een O.

## O
- USS O'Bannon (DD-177, DD-450, DD-987)
- USS O'Brien (TB-30, DD-51, DD-415, DD-725, DD-975)
- USS O'Callahan (FF-1051)
- USS O'Flaherty (DE-340)
- USS O'Hare (DD-889)
- USS O'Kane (DDG-77)
- USS O'Neill (DE-188)
- USS O'Reilly (DE-330)
- USS O'Toole (DE-527)
- USS O-1 (SS-62)
- USS O-2 (SS-63)
- USS O-3 (SS-64)
- USS O-4 (SS-65)
- USS O-5 (SS-66)
- USS O-6 (SS-67)
- USS O-7 (SS-68)
- USS O-8 (SS-69)
- USS O-9 (SS-70)
- USS O-10 (SS-71)
- USS O-11 (SS-72)
- USS O-12 (SS-73)
- USS O-13 (SS-74)
- USS O-14 (SS-75)
- USS O-15 (SS-76)
- USS O-16 (SS-77)
- USS O. H. Lee (1861)
- USS O. M. Pettit (1857)
- USS Oahu (PR-36, ARG-5)
- USS Oak Hill (LSD-7, LSD-51)
- USS Oak Ridge (ARD-19)
- USS Oakland (1918, CL-95)
- USS Oberlin (PC-560)
- USS Oberon (AK-56/AKA-14)
- USS Oberrender (DE-344)
- USS Obispo (SS-382)
- USS Observation Island (AGM-23)
- USS Observer (AMC-91, MSO-461)
- USS Obstructor (ACM-7)
- USS Oceanographer (AGS-3)
- USS Oceanside (LSM-175)
- USS Oceanus (ARB-2)
- USS Ocelot (IX-110)
- USS Ochlockonee (AOG-33)
- USS Ocklawaha (AO-84)
- USS Ocmulgee (YTB-532)
- USS Ocoee (SP-1208)
- USS Oconee (AT-31, AOG-34)
- USS Oconostota (YTB-375)
- USS Oconto (APA-187)
- USS Octans (AF-26)
- USS Octavia (AF-46)
- USS Octopus (SS-9)
- USS Octorara (1861, IX-139)
- USS Odax (SS-484)
- USS Odum (APD-71)
- USS Ogden (PF-39, LPD-5)
- USS Ogeechee (AOG-35)
- USS Oglala (CM-4)
- USS Oglethorpe (AKA-100)
- USS Ohio (1812, 1820, BB-12, BB-68, SSGN-726)
- USS Ohioan (1914)
- USS Ojanco (SS-381)
- USS Ojen (SP-957)
- USS Okala (ARS(T)-2)
- USS Okaloosa (APA-219)
- USS Okanogan (LPA-220)
- USS Okinawa (CVE-127, LPH-3)
- USS Okisko (YN-42/YNT-10/YTL-735)
- USS Oklahoma (BB-37)
- USS Oklahoma City (CL-91, SSN-723)
- USS Olathe (YTM-273)
- USS Old Colony (SP-1254)
- USS Old Columbia (C-12)
- USS Old Dominion (ID-3025)
- USS Oldendorf (DD-972)
- USS Oleander (1863, WAGL-264)
- USS Oliver H. Lee (1861)
- USS Oliver Hazard Perry (FFG-7)
- USS Oliver Mitchell (DE-417)
- USS Oliver Wolcott (1832)
- USS Olivin (PYc-22)
- USS Olmsted (LPA-188)
- USS Olney (PC-1172)
- USS Olympia (C-6, SSN-717)
- USS Olympic (SP-260)
- USS Omaha (1869, CL-4, SSN-692)
- USS Ommaney Bay (CVE-79)
- USS Onandago (YP-6)
- USS Ondina (1899)
- USS Oneida (1810, 1861, 1898, SP-765, APA-221)
- USS Oneka (YN-35/YNT-3/YTB-729)
- USS Oneonta (SP-1138)
- USS Oneota (1864, AN-85/YM–110)
- USS Oneyana (YTB-262)
- USS Onkahye (1843)
- USS Ono (SS-357)
- USS Onockatin (YTB-277)
- USS Onondaga (1864, 1917, 1941)
- USS Onset (SP-1224)
- USS Onslow (AVP-48)
- USS Ontario (1812, 1813, AT-13)
- USS Ontonagon (AOG-36)
- USS Onward (1852, SP-311)
- USS Onward II (SP-728)
- USS Onwego ()
- USS Onyx (PYc-5)
- USS Oosterdijk (1913)
- USS Opal (PYc-8)
- USS Opelika (YTB-798)
- USS Ophir (1904)
- USS Opponent (AM-269)
- USS Opportune (ARS-41)
- USS Ora (SP-75)
- USS Oracle (AM-103)
- USS Orange (PF-43)
- USS Orange County (LST-1068)
- USS Oratamin (YTB-347)
- USS Orca (SS-34, SP-726, SS-381, AVP-49)
- USS Orchid (WAGL-240)
- USS Ordronaux (DD-617)
- USS Oregon (1841, 1869, BB-3)
- USS Oregon City (CA-122)
- USS Oregonian (1918)
- USS Orestes (AGP-10)
- USS Oriole (1865, 1904, AM-7, MHC-55)
- USS Orion (1869, AC-11, AS-18)
- USS Oriskany (CV-34)
- USS Orizaba (SP-1536/AP-24)
- USS Orlando (PF-99)
- USS Orleans Parish (LST-1069)
- USS Orleck (DD-886)
- USS Ormsby (APA-49)
- USS Orono (YTB-190)
- USS Ortolan (AM-45, LCI (L)-976/AMCU-34/MHC-34, ASR-22)
- USS Orvetta (1861, IX-157)
- USS Osage (1863, LSV-3)
- USS Osamekin (YTB-191)
- USS Osberg (DE-538)
- USS Osborne (DD-295)
- USS Oscar Austin (DDG-79)
- USS Osceola (1864, 1869, AT-47, YTB-129)
- USS Oshkosh (YTB-757)
- USS Oskaloosa (1918)
- USS Oskawa (1919)
- USS Osmond Ingram (DD-255/AVD-9/ADP-35)
- USS Osmus (DE-701)
- USS Osprey (AMC-29, AMC-56, MHC-51, MSCO-28)
- USS Osprey II (SP-298)
- USS Ossahinta (YTB-278)
- USS Ossipee (1861, WPG-50)
- USS Ostara (AKA-33)
- USS Osterhaus (DE-164)
- USS Ostfriesland (1909) formerly the SMS Ostfriesland)
- USS Ostrich (SP-1249, AMc-51, YMS-430)
- USS Oswald (DE-767)
- USS Oswald A. Powers (DE-542)
- USS Oswegatchie (YTB-515)
- USS Otis W. Douglas (SP-313)
- USS Otokomi (YTB-400)
- USS Otsego (1840, 1864, 1869, 1919)
- USS Ottawa (1861, AKA-101)
- USS Otter (YFB-663, DE-210)
- USS Otterstetter (DER-244)
- USS Ottumwa (YTB-761)
- USS Otus (AS-20)
- USS Ouachita (1863)
- USS Ouachita County (LST-1071)
- USS Ouellet (FF-1077)
- USS Outagamie County (LST-1073)
- USS Outpost (YAGR-10)
- USS Overseer (AM-321)
- USS Overton (DD-239/APD-23)
- USS Overton County (LST-1074)
- USS Owachomo (YTB-401)
- USS Owaissa (SP-659)
- USS Owasco (1861)
- USS Owatonna (YTM-756)
- USS Owen (DD-536)
- USS Owera (SP-167)
- USS Owl (AM-2, LCI(L)-982)
- USS Owyhee (LFR-515)
- USS Owyhee River (LSMR-515)
- USS Oxford (APA-189, AG-159)
- USS Oyster Bay (AGP-6)
- USS Ozama (1916)
- USS Ozark (1863, BM-7, MCS-2)
- USS Ozaukee (SP-3439)
- USS Ozbourn (DD-846)
- USS Ozette (YTB-541, YTB-541)

A · B · C · D · E · F · G · H · I · J · K · L · M · N · O · P · Q · R · S · T · U · V · W · X · Y · Z